# قلعه جوق سادات
قلعه جوق سادات یک روستا در ایران است که در شهرستان ماه‌نشان استان زنجان واقع شده‌است. قلعه جوق سادات حدود ۳۰۰ نفر جمعیت دارد.
روستای قلعه جوق سادات به دلیل وجود باغ ها و فضای سبز طبیعت در داخل و اطراف روستا و وجود سخره های بزرگ نظر بسیاری از گردشگران رو جذب کرده و سالانه تعداد زیادی از این روستا بازدید می کنند .